# 8,8 cm Panzerjäger 43/1 (L/71) Nashorn
8,8 cm Panzerjäger 43/1 (L/71) Nashorn (Noshörning) eller Hornisse (Bålgeting), inventeringsnamn: Sd.Kfz. 164, var en Nazitysk pansarvärnskanonvagn framtagen under andra världskriget. Vagnen utvecklades som en tillfällig pansarvärnslösning år 1942 och bestod av ett modifierat förlängt Panzerkampfwagen IV chassi bestyckad med den mycket effektiva pansarvärnskanonen 8,8 cm PaK 43/1 (L/71), lagrad med begränsad riktförmåga i ett öppet (taklöst) stridsrum. Samma kanon kom även att brukas på Panzerjäger Tiger (P) Ferdinand och Panzerkampfwagen VI Königstiger.

## Namn
Vagnen förekommer under flera olika beteckningar i historiska dokument och handböcker, varav det inte finns något definitivt fullständigt namn. I ett produktionsdiagram från 1 november 1943 betecknas vagnen 8,8 cm Pak 43/41 L/71 auf Fahrgestell Pz.Kpz.Wg. III u. IV (Sf.)(Hornisse), vilket översätts till "8,8 cm Pak 43/41 L/71 på chassi Panzerkampfwagen III och IV (självgående)(Hornisse)". I handböcker och annat anvisningsmateriell förekommer främst beteckningen 8,8 cm Panzerjäger 43/1 Sf (L/71) Hornisse (med variationer), där Sf står för Selbstfahr (Självgående), vilket översätts till "8,8 cm Pansarjägare 43/1 Självgående (L/71) Hornisse".
Vid slutet av 1943 började namnet Hornisse (Bålgeting) att bytas ut mot namnet Nashorn (Noshörning) av okänd anledning. Båda namnen förekommer sambundna i handböcker och liknande anvisningsmateriell under slutet av 1943, vilket antyder på en övergångsperiod. Under andra halvan av 1944 förekommer Hornisse enbart som en fotnot om tidigare benämning. Beteckningen 8,8 cm Pak 43/1 (Sf.) „Nashorn“ användes för vagnens betjänings- och skjutinstruktionsbok från 17 augusti 1944, alltså ungefär "8,8 cm Pansarvärnskanon 43/1 (Självgående) „Nashorn“".

## Historia

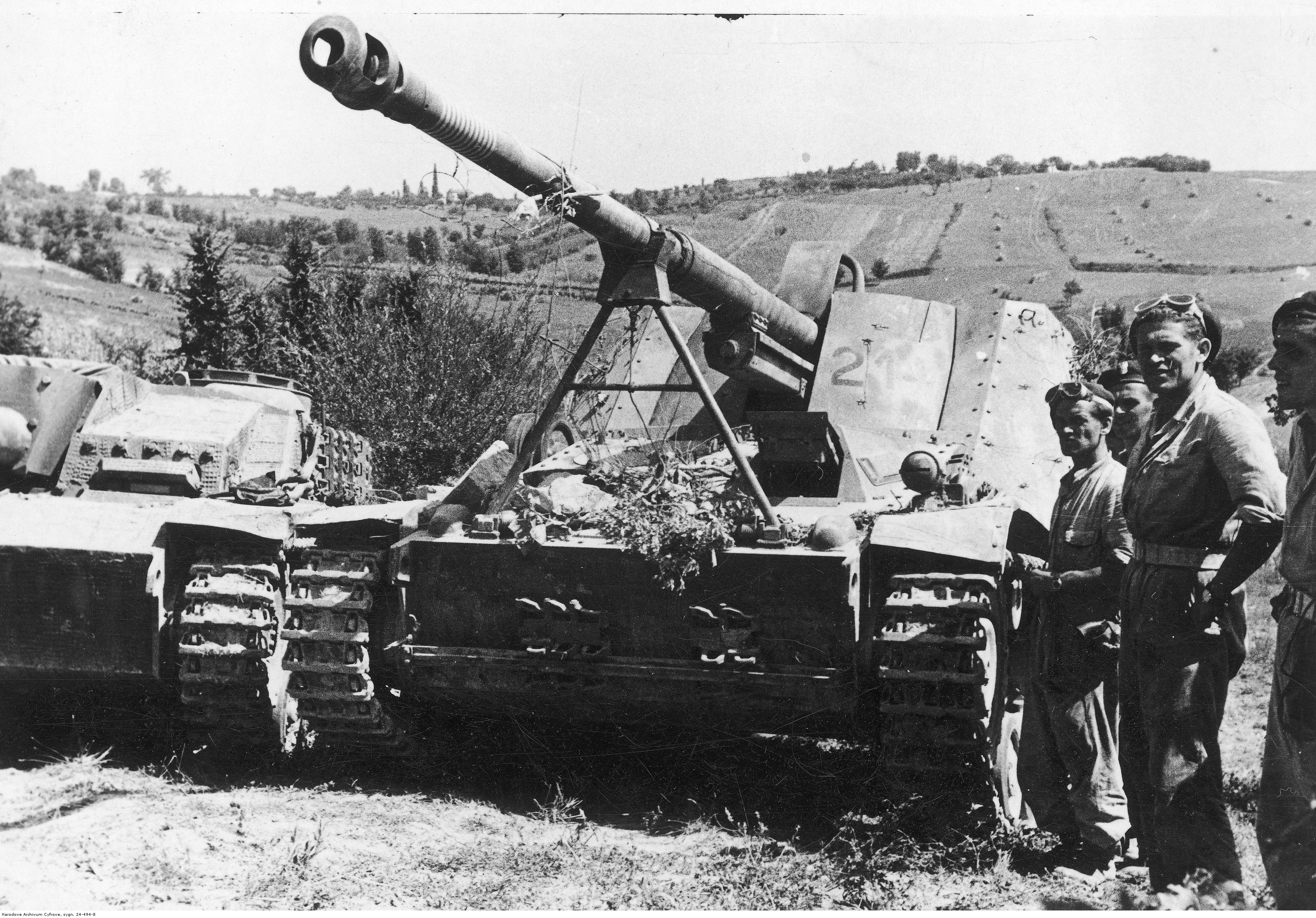
En erövrad Nashorn under fälttåget i Italien

Nashorn utvecklades 1942 för att ge den kraftfulla pansarvärnskanonen 8,8 cm PaK 43 med L/71 eldrör ett funktionsdugligt självgående chassi, då kanonen i sin vanliga fältlavett var svårhanterad på grund av den betydande vikten, över fyra ton. Syftet var primärt att få en pansarvärnskanonvagn som snabbt kunde förflytta sig och bekämpa stridsvagnar på långt håll. För att använda samma kanon i en mer offensiv roll så beställde man samtidigt utvecklingen av den mycket tungt bepansrade 8,8 cm Panzerjäger 43/2 (L/71) Tiger (P) kallad Ferdinand.  För Nashorn valde man att använda samma chassi som utvecklades för bandhaubitsen Hummel som var under utveckling samtidigt. Chassit baserades på ett förlängt Panzerkampfwagen IV-skrov med ny överbyggnad och motorn centralt placerad. Drivlinan och dylikt togs från Panzerkampfwagen III. Kanonen var monterad ovanför motorn vilket gav vagnen en tämligen hög profil för ett stridsfordon som saknade torn. I oktober 1942 beställde man 100 vagnar som skulle levereras innan 12 maj 1943 för att vara färdiga i tid för sommarens offensiv, samtidigt beställdes ytterligare 400 vagnar. Nashorn började serietillverkas i februari 1943 och totalt tillverkades cirka 494 stycken vagnar fram till mars 1945. Fordonen organiserades i fristående tunga pansarvärnsbataljoner (Schwere Panzerjäger Abteilung) och sattes in i strid både på öst- och västfronten samt i Italien. Varje bataljon hade nominellt 45 vagnar, dessa bataljoner var typiska kårförband som underställdes enskilda armékårer. Det första förbandet att använda vagnen i strid var schwere Panzerjäger-Abteilung 655 som tillhörde XXXV. Armeekorps som var en del av den svaga 2. Panzerarmee som försvarade Orjolbågen norr om Kurskbågen, förbanden hade inga anfallsuppgifter under slaget vid Kursk men kom att anfallas av sovjetiska förband under motoffensiven Operation Kutuzov. Vagnens tunna skydd och öppna stridsrum gjorde den känslig mot flygangrepp och närliggande fiendetrupper, varav vagnen tidvis började ersattes av bättre skyddade modeller som Jagdpanzer IV och Jagdpanther. Trots dess lätta pansring och höga profil kvarstod den i tjänst fram till slutet av kriget och visade sig vara ett effektivt vapen mot fientliga pansarfordon.

## Egenskaper
Basen för Nashorn var ett förlängt skrov från Panzerkampfwagen IV med motorn framflyttad till vagnens mitt, medan vagnens drivlina huvudsakligen kom från Panzerkampfwagen III. Vagnens pansarskydd var tunt, huvudsakligen avsett som splitterskydd, och bestod av 10 till 30 mm tunn pansarplåt runt om. Vagnens stridsutrymme var öppet utan tak med pjäslagringen rakt ovanför motorn. Pjäsens horisontella riktfält uppgick till 15° åt vardera sida, medan vertikalriktning låg mellan +20° för höjning och -5° för dumpning. En lös 7,92 mm MG 34 kulspruta förvarades i stridsutrymmet för närförsvar av vagnen.
Den tunga 8,8 cm PaK 43/1 (L/71)-pjäsen hade med pansargranat en genomslagsförmåga motsvarande 200 millimeter valsat stålpansar(en) på en kilometers avstånd, och drygt 150 millimeter på 2 kilometers avstånd, tillräckligt för att nedkämpa i stort sett vilket pansarfordon som helst på sin tid, även upp till mycket längre avstånd. Pjäsens 71 kaliberlängder (L/71) långa eldrör gav mycket hög utgångshastighet och skapade mycket flacka projektilbanor.

## Bevarade exemplar
- Aberdeen US Army Ordnance Museum, MD (USA)